# Богдановка (Львов)
Богда́новка — местность во Франковском и Железнодорожном районах Львова между улицами Городоцкой, Ивана Выговского и Любинской и между улицей Городоцкой и железной дорогой в районе начале улицы Сяйво. Одна из главних улиц -- Окружная и улица Суха.

## История

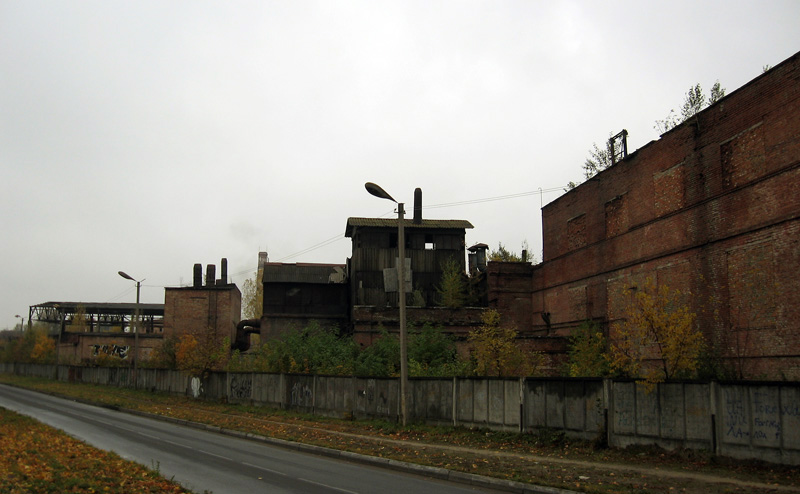
Завод «Львовсельмаш»

Некогда в этой местности располагалось пригородное поместье армянской семьи Богдановичей, что и дало название местности. До Первой мировой войны Богдановка была известна крупнейшим во Львове хлебозаводом «Меркурий» (ныне хлебозавод № 1). На Богдановке происходят события повести Ивана Керницкого «Герой предместья».
В 1861 году, когда прокладывали первую на Украине дорогу Львов-Перемышль, часть Богдановки была занята железнодорожными путями. В 1927 году сюда пролегла трамвайная линия, которую в 1953 году заменили троллейбусной, проложенной по ул. Городоцкой до Сигновки.
В советский период здесь были выстроены такие крупные предприятия как «Львовсельмаш» и Львовский масложиркомбинат.

## Общественные сооружения
Культурным центром Богдановки был Дворец культуры завода «Сельмаш» с киноконцертным залом и многочисленными кружками для детей, молодёжи и взрослых. Стадион «Сельмаш» (бывший стадион RKS — «робочий клуб спортовый») был известен тем, что здесь проходили соревнования по спидвею.
В местности есть две церкви: Положения Пояса Пресвятой Богородицы и Святого Владимира.